# 逆斷層

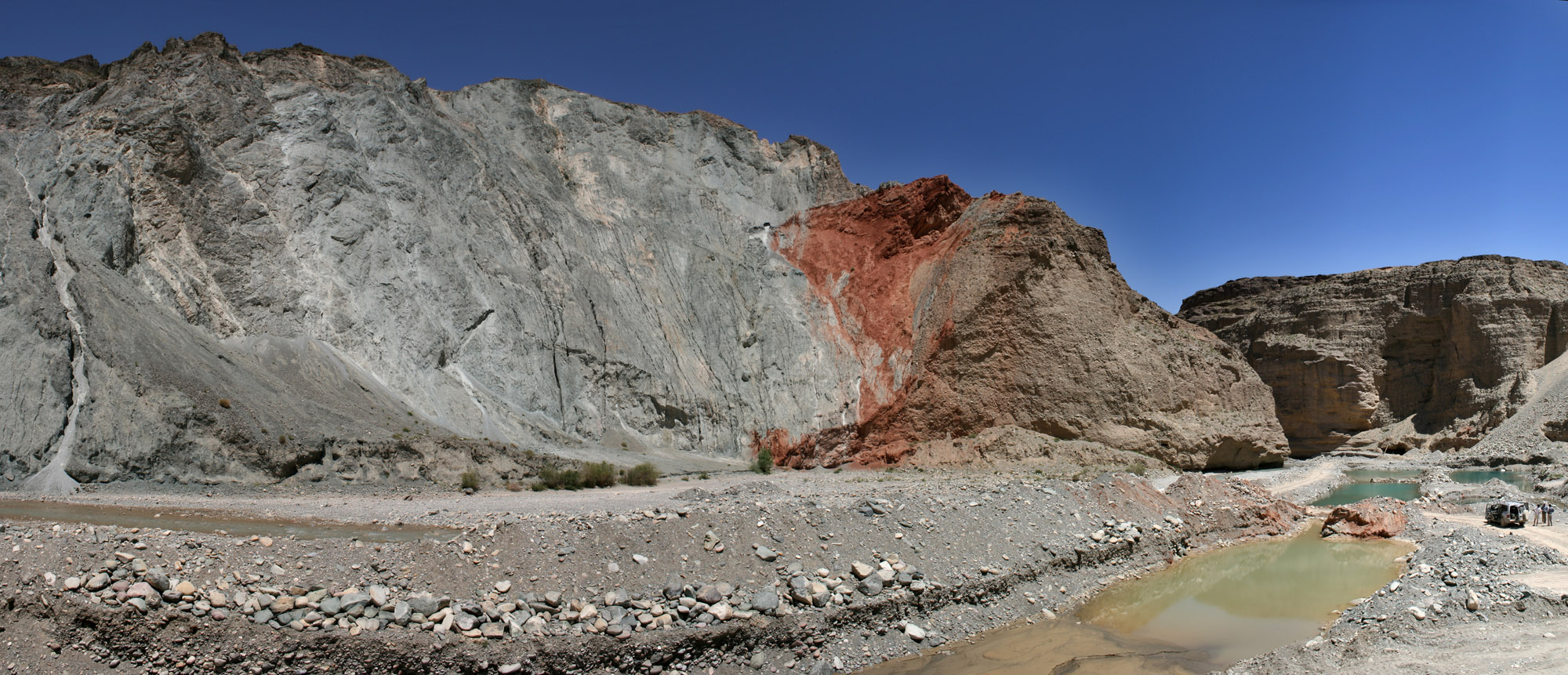
中國祁連山的一個逆斷層露頭，較老的地層（左側灰色和紅色部份）在較新地層（右側棕色部份）的上方

逆断层（英語：reverse fault），是斷層的一種，位於弧前盆地，其斷層上盤的岩體相對於下盤，往上移動，原來位置較低的地層會移動到位置較高地層的上方，因此較老的地層會出現在較新地層的上方，而所謂的逆也就是指最後位於上層的岩盤沒有因為重力順著破裂面下滑成為下盤。逆斷層一般都是因為壓縮力所造成，因此較常發生在聚合型板塊邊界上。
逆衝斷層(thrust fault)則為倾角（断层面和水平面的夹角）小于或等于45度的斷層。如果倾角小于15度，且断层上盘位移较远（量级为公里），与原地基岩不是一个整体，属外来岩体，则称为推覆体，断层称为推覆断层。